# Сура Фатир
Сура Фатир (араб. سورة فاطر) або Творець — тридцять п'ята сура Корану. Мекканська, містить 45 аятів.